# Парижское сельское поселение
Пари́жское се́льское поселе́ние — муниципальное образование в Нагайбакском районе Челябинской области Российской Федерации.  В рамках административно-территориального устройства муниципальное образование  соответствует административно-территориальной единице Парижский сельсовет.
Административный центр — село Париж.

## История
Статус и границы сельского поселения установлены Законом Челябинской области от 9 июля 2004 года № 245-ЗО «О статусе и границах Нагайбакского муниципального района, городского и сельских поселений в его составе».

## Население
| 2002  | 2010  | 2011  | 2012  | 2013  | 2014  | 2015  |
| ----- | ----- | ----- | ----- | ----- | ----- | ----- |
| 3066  | ↘2421 | ↘2414 | ↘2330 | ↘2272 | ↘2228 | ↘2188 |
| 2016  | 2017  | 2018  | 2019  | 2020  | 2021  |       |
| ↘2147 | ↘2137 | ↘2047 | ↘2014 | ↘1983 | ↘1828 |       |

## Состав сельского поселения
| № | Населённый пункт | Тип населённого пункта       | Население |
| - | ---------------- | ---------------------------- | --------- |
| 1 | Кужебаевский     | посёлок                      | ↘240      |
| 2 | Лебединое        | село                         | ↘286      |
| 3 | Новочерниговский | посёлок                      | ↘183      |
| 4 | Париж            | село, административный центр | ↘1712     |